# Matterhorn

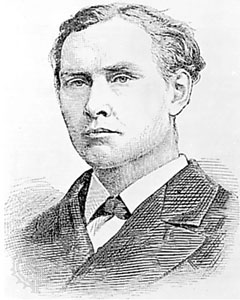
Edward Whymper

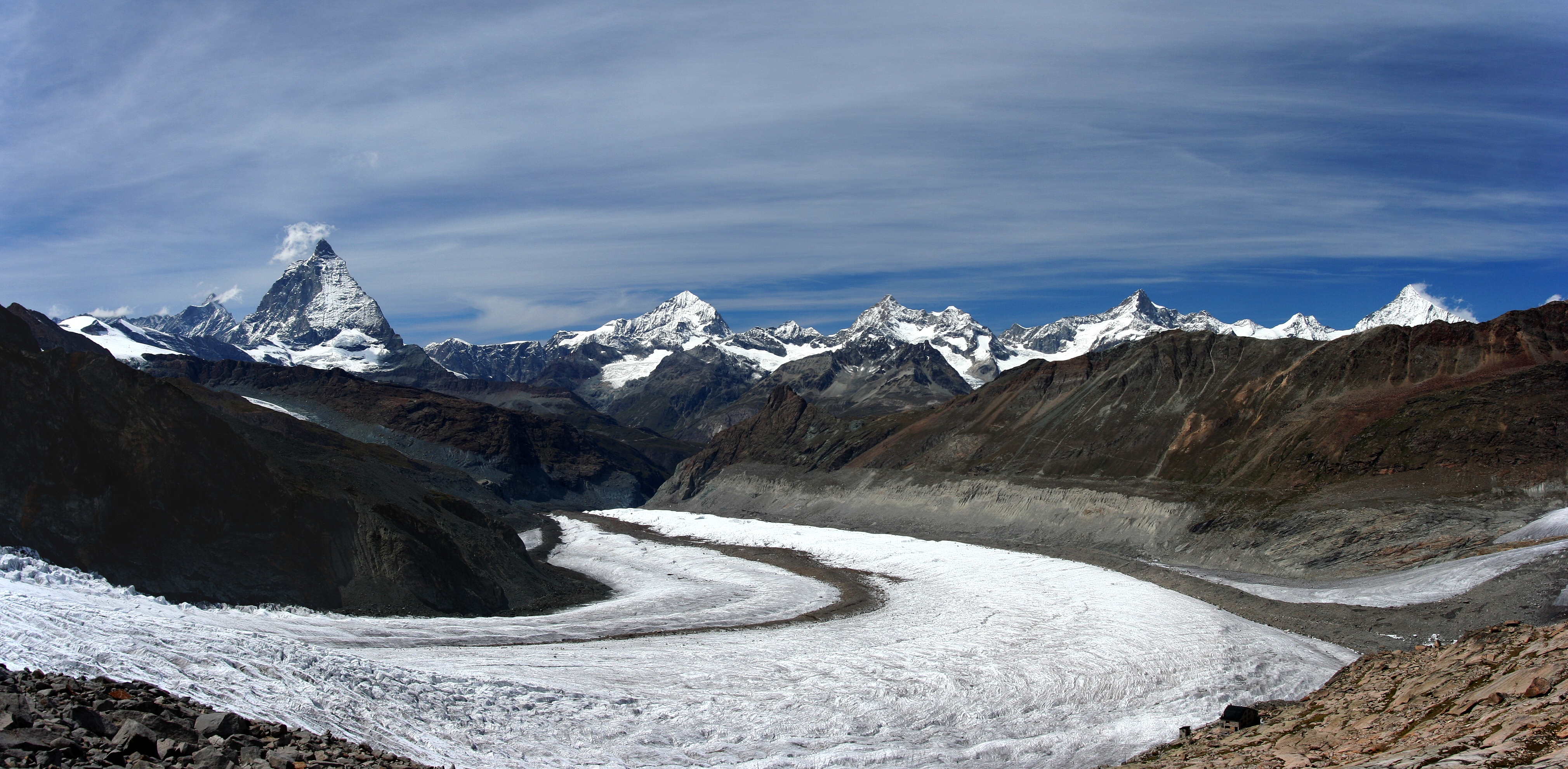
Pohled na východní stěnu od Monte Rosa Hütte a ledovec Gorner a Grenz

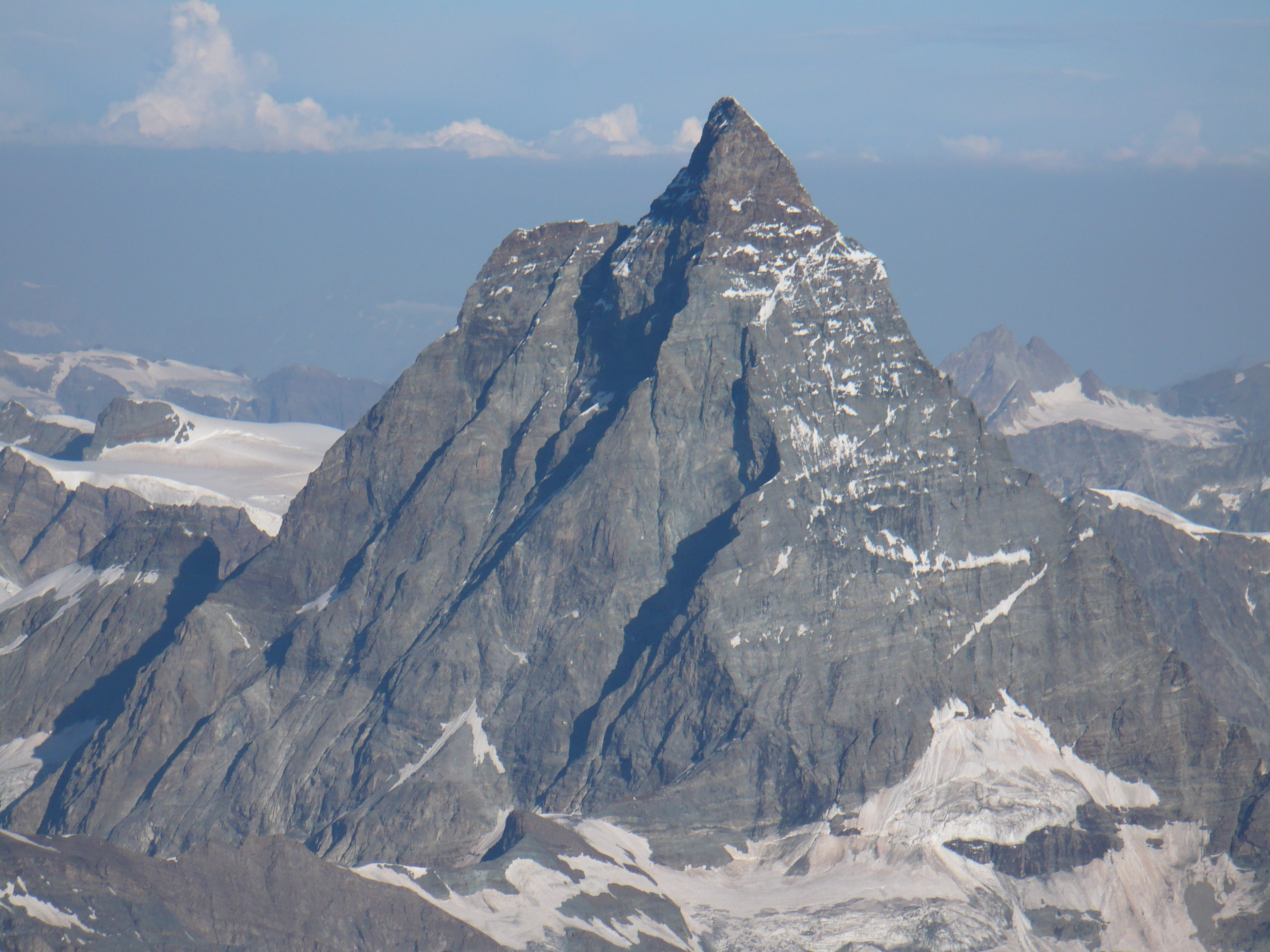
Jižní a východní stěna

Matterhorn (italsky Cervino, francouzsky Cervin, Gran Becca ve valdostánském nářečí, tj. v nářečí obyvatel Údolí Aosty) je se svou nadmořskou výškou 4478 metrů jedním z nejvyšších vrcholů Alp. Tyčí se na hranici mezi Švýcarskem a Itálií, nad švýcarským Zermattem a italským městem Breuil-Cervinia. Jméno Matterhorn pochází z německého matte (horská louka) a charakteristického tvaru hory, horn (roh). Stále častěji se tato hora uzavírá pro výstupy horolezců (dočasné zákazy k lezení). Důvodem jsou nebezpečné sesuvy hornin z výšky nad 3500 metrů, které způsobuje postupné tání permafrostu (trvale zmrzlé horniny, pokrývající svahy hory).

## Historie
Matterhorn byl poslední nezdolanou alpskou čtyřtisícovkou a výstup na něj byl dlouho považován za nemožný. První pokus podnikl roku 1857 breuilský lovec Jean Antoine Carrel se dvěma druhy. Dostali se pouze na Tete du Lion, ale vytyčili cestu Lvím hřebenem, kterou se pokoušela o prvovýstup většina dalších výprav. Aby se jim sousedé ve vesnici neposmívali, šli tajně a tvrdili jim, že jdou lovit sviště, protože lezení po horách bylo tehdy považováno za podivínství.
V roce 1861 se o horu začali zajímat také horolezci. O výstup se nezávisle na sobě pokoušeli Angličané Edward Whymper a profesor John Tyndall. Nejvýše (cca 4000 m) se ale toho roku dostal Ital Jean-Antoine Carrel, který v nejvyšším bodě svého výstupu vytesal do skály svoje iniciály.
V roce 1862 se podařilo nejvýše dostat Tyndallovi (Pic Tyndall, 4241 m). Whymper dosáhl přibližně 4150 m a při sestupu vytesal svoje iniciály metr nad Carrelovy.
Roku 1863 se Carrel s Whymperem spojili, výstup ale museli vzdát kvůli sněhové bouři. Tohoto roku také vznikl Italský Alpský spolek (CAI), jehož vedení následujícího roku pověřilo Carrella, aby provedl prvovýstup na Matterhorn, a zajistilo mu finanční podporu.
V létě 1865 přijel Whymper opět do Breuilu. S Carrelem se pohádal a jiného vůdce ve vesnici nesehnal, proto se rozhodl zkusit vystoupit hřebenem Hörnli dřív, než ho Carrel předejde, a odešel přes Theodulské sedlo do Zermattu. Zde ho čekaly další špatné zprávy – nejen že nesehnal vůdce, ale zjistil, že se na výstup připravují další dvě výpravy. Nakonec se však všichni spojili a 13. července v sestavě Edward Whymper, reverend Charles Hudson, Robert Hadow, Lord Francis Douglas, chamonixský vůdce Michel Croz a zermattský vůdce Peter Taugwalder se synem vyrazili nahoru. 14. července 1865 stanulo všech sedm jako první na vrcholu Matterhornu po výstupu hřebenem Hörnli (variantou oproti dnešní normálce – traverzovali horní částí severní stěny). Na vrcholu vztyčili místo vlajky Crozovu modrou košili na žerdi ze dvou svázaných holí. Při sestupu potkalo Whymperovo družstvo neštěstí. Nezkušený Hadow se smekl a strhl s sebou i ostatní. Lano spojující Douglase a Taugwaldera staršího se přetrhlo a Whymper s oběma Taugwaldery se zachránil. Ostatní se zřítili do severní stěny a zahynuli.
Mezitím Carrel postupoval Lvím hřebenem téměř expedičním stylem. 12. července postavil první stan na Col du Lion a druhý na Pic Tyndall. Potom sestoupil do prvního tábora, který mezitím nosiči zásobili vínem a pečeným masem. 13. července se z pověrčivosti o vrchol nepokoušeli, pouze odpoledne vyšli do druhého tábora. Ráno 14. července vyrazili k vrcholu, chyběla jim jedna hodina a byli by na vrcholu první. Když na ně začala Whymperova výprava halekat, zklamaně se otočili a sestoupili. Mezitím z Breuilu dalekohledem zpozorovali postavy na vrcholu a pod mylným dojmem, že se jedná o Carrelovu výpravu, spustili bujaré oslavy italského prvovýstupu. Ihned také poslali do Aosty posla, který cestou v každé vesnici oznamoval tuto novinu. Později v Breuilu přítomný zástupce Italského Alpského spolku při pozorování vrcholu napočítal sice sedm osob, ale vysvětlil si to tak, že díky své opilosti vidí Carrelovo čtyřčlenné družstvo dvojmo. Z omylu vyvedl Breuilské až sám Carrel, který dorazil ráno sám, protože jeho kolegové se báli ve vesnici ukázat. Aby ostudu alespoň částečně napravili, vystoupili 17. července na vrchol Lvím hřebenem a Carrel a B. Bich a vztyčili zde italskou vlajku.

## Výstupové cesty
Výstup na Matterhorn, byť některou z „normálních cest“, není turistickým výletem, ale náročnou vysokohorskou túrou.

### Hřeben Hörnli (Hörnligrat)
- Švýcarská normálka, SV hřeben

Výstup na Matterhorn hřebenem Hörnli je lezeckou túrou ohodnocenou stupněm obtížnosti AD- až AD (ve slovním překladu: těžší), skalní úseky mají obtížnost jen na kratších úsecích II, výjimečně III UIAA. I přes, na poměry současného horolezectví, nižší obtížnost jej nelze podceňovat – výstup je objektivně nebezpečný kvůli riziku pádu kamení a nekvalitní skále. Riziko pádu kamení zhoršuje značná frekventovanost cesty. Průměrný sklon výstupu je 38°, převýšení od chaty Hörnli, která je obvyklým východiskem ve vrcholový den, 1218 výškových metrů. Za optimálních podmínek není nalezení správného směru výstupu problémem, při novém sněhu nebo špatné viditelnosti je orientace obtížná. Na hřebeni se ve výšce cca 4000 m nachází bivakovací chata Solvay.

### Lví hřeben (Liongrat)
- Italská normálka, JZ hřeben

Velká část Lvího hřebene je zajištěna fixními prostředky, převážně řetězy a lany, což znesnadňuje hodnocení obtížnosti výstupu. V různých zdrojích hodnocen obtížností AD- až AD, skalní místa st. II-III+. Dá se říci, že bez fixních pomůcek by lezecká obtížnost výrazně překonávala hřeben Hörnli – Lví hřeben má vyšší průměrný sklon a četné strmé stupně. Masivní osazení skály umělými pomůckami obtížnost výrazně sráží, přesto se nejedná o via ferratu. Obvyklým východiskem vrcholového dne je Carrel hutte, převýšení k vrcholu 643 výškových metrů. Výstup je náročný, exponovaný a zcela závislý na panujících klimatických podmínkách. Pokud jsou vrchní partie namrzlé, obtížnost se výrazně zvyšuje. Požadovány jsou alespoň základní znalosti lezecké techniky.
- prvovýstup: Jean Antoine Carrel a J. B. Bich – 17. 6. 1865

### Další lezecké cesty
- Zmuttgrat, SZ hřeben[4]
obtížnost: D při optimálních podmínkách
výchozí bod: Hörnli hütte (3260m) nebo Schönbiel hütte (2694m)
převýšení: 1218 metrů na vrchol
délka: 8 hodin na vrchol
prvovýstup : A. M. Mummery, A. Burgener, J. Petrus, A. Gentinetta – 3. 9. 1879

- Nordwand, severní stěna (north face)[5]
obtížnost: TD+ při optimálních podmínkách
výchozí bod: Hörnli hütte (3260 m)
převýšení: 1218 metrů na vrchol
délka : 10–15 hodin na vrchol
prvovýstup : Franz a Toni Schmid – 31. 7. a 1. 8. 1931, za tento prvovýstup byla udělena olympijská medaile na olympiádě v Los Angeles.

- Furggengrat, JV hřeben
obtížnost: TD (D pro cestu Piacenza route)
výchozí bod: Bossi hütte (3329m)
převýšení: 1149 metrů na vrchol
délka : 8–12 hodin na vrchol
prvovýstup : Piacenza route :M. Piacenza, J. J. Carrel, J. Gaspard – 9. 9. 1911 – Direct route  : A. Perino, L. Carrel, G. Chiara – 23. 9. 1941

- North West face (Zmutt nose)
obtížnost: ED+
výchozí bod: Hörnli hütte (3260m)
převýšení: 1218 metrů na vrchol
délka: 2 nebo 3 dny na vrchol
prvovýstup : L. Cerruti and A. Gogna – 17. 7. 1969

- Couloir dell´Enjambee
prvovýstup : Marco a Herve Barmassovi – 13. 3. 2010[6]

V západní stěně vede prvovýstup Poldy Páleníčka.

## Horské chaty

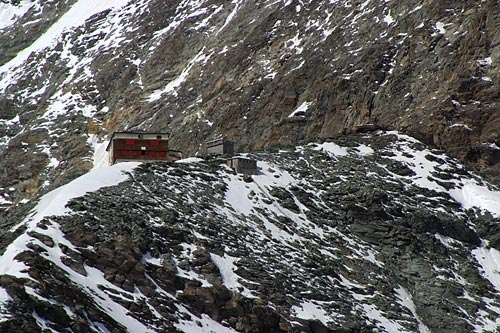
Hörnli hütte

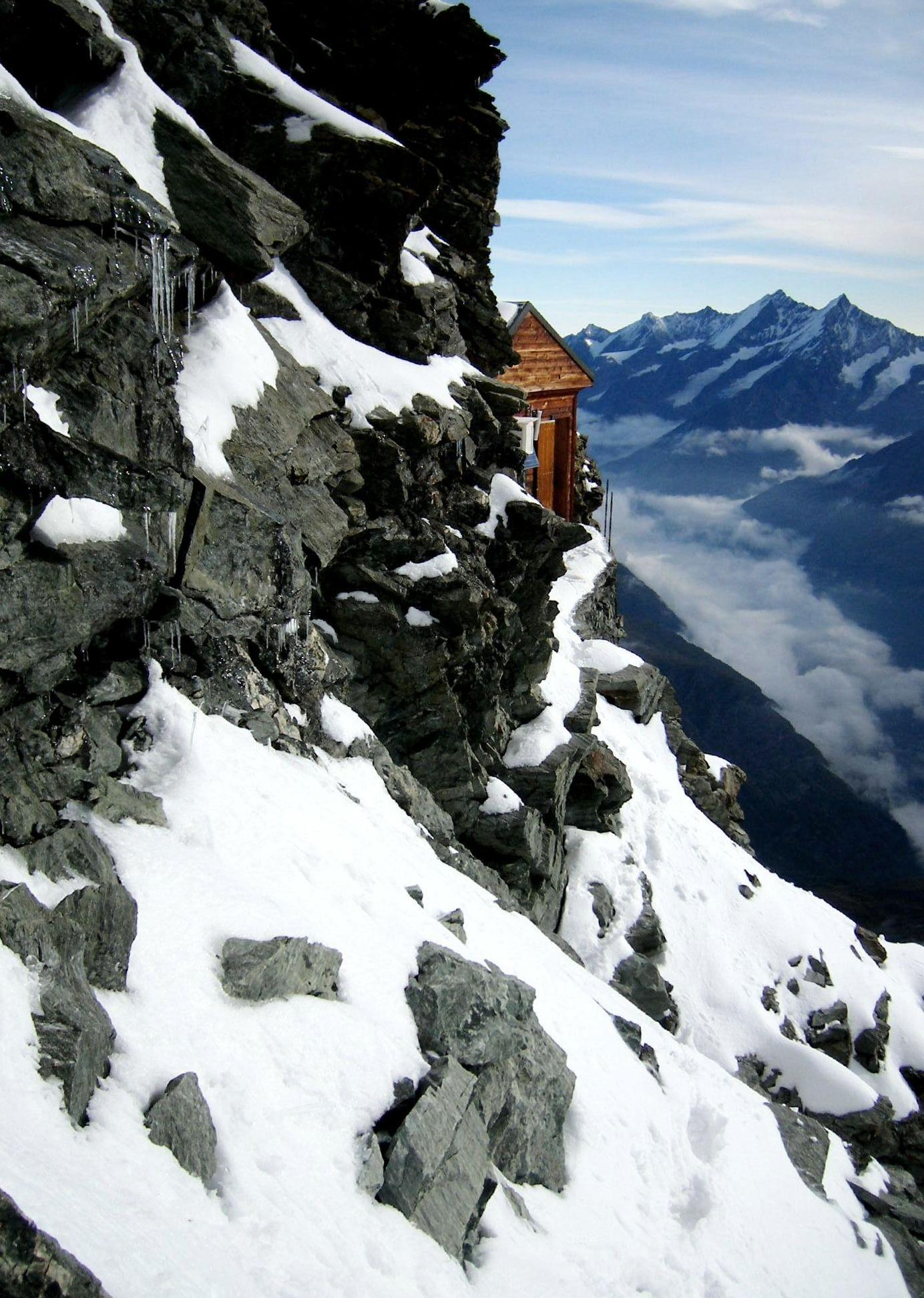
Bivakovací chatička Solvay na hřebeni Hörnli

Na švýcarské straně masivu Matterhornu stojí na úpatí východního hřebene chata Hörnli hütte (3260 m n. m., SAC, 50 míst, otevřena 15. 6. – 15. 9.). Ve výši 4003 m n. m. je malá bivakovací bouda Solvay (10 míst, slouží pouze jen pro případ nouze). Na italské straně hory je opěrným bodem chata Rif. Carrel – Carrel Hütte (3835 m n. m., 45 lůžek, stále otevřená, rádiová stanice, v blízkosti stojí stará chata Savoia).

## Mapy
- švýcarská strana
  1. LKS č. 1347 (Matterhorn) a č. 1348 (Zermatt ) – 1:25000
  2. LKS č. 283T (Arolla ) a č. 284T (Mischabel) – 1:50000
- italská strana
  1. Kompass č. 87 (Breiul – Cervinia/Zermatt ) – 1:50000
  2. IGC č. 108 (Cervino/Champoluc ) – 1:50000

## Filmy
- Nunzio Malasomma, Mario Bonnard: Der Kampf ums Matterhorn (1928)
- Luis Trenker: The Challenge (1938)
- Luis Trenker: Der Berg ruft! (1938)